# Tipula acuminata
Tipula acuminata är en tvåvingeart som beskrevs av Gabriel Strobl 1900. Tipula acuminata ingår i släktet Tipula och familjen storharkrankar.
Artens utbredningsområde är Spanien. Inga underarter finns listade i Catalogue of Life.